# 赫伯特·范德尔
赫伯特·范德尔（德語：Herbert Fandel，1964年3月9日—），是一名德國前足球球證，本身的職業是一位鋼琴家，一所音樂學校的主任。
芬度於1979年開始參與執法，1993年開始執法德乙，至1996年獲得執法德國最高級別聯賽－德甲的資格。於1998年獲國際足協認可成為國際裁判，可執法國際大型賽事。
芬度曾執法2007年歐洲冠軍聯賽決賽、2008年歐洲國家盃等大型賽事。范德爾執法2008年歐洲國家盃外圍賽F組丹麥對瑞典賽事，因在第89分鐘判瑞典獲得一球十二碼，被一名丹麥球迷襲擊。范德爾立即中斷賽事。

## 外部連結
- weltfussball.de profile （页面存档备份，存于）（德文）
- ratetheref.net 芬度資料 （页面存档备份，存于）

| 前任： 2005年歐洲足協盃決賽 普爾          | 歐洲足協盃決賽球證 2006年決賽 赫伯特·范德尔   | 繼任： 2007年歐洲足協盃決賽 布萨卡   |
| 前任： 2006年歐洲冠軍聯賽決賽 Terje Hauge | 歐洲冠軍聯賽決賽球證 2007年決賽 赫伯特·范德尔 | 繼任： 2008年歐洲冠軍聯賽決賽 米海爾 |